# Botulosoma endoarrhenum
Botulosoma endoarrhenum is een eenoogkreeftjessoort uit de familie van de Lichomolgidae. De wetenschappelijke naam van de soort is voor het eerst geldig gepubliceerd in 1974 door Carton.